# August Michaelis
August Michaelis (26 de dezembro de 1847 — 31 de janeiro de 1916) foi um químico alemão
Descobriu a reação de Michaelis–Arbuzov.
Michaelis estudou na Universidade de Göttingen e na Universidade de Jena, e foi professor de química na Universidade de Karlsruhe em 1876, na Universidade Técnica de Aachen em 1880, e na Universidade de Rostock em 1890.